# Rechtstraat
De Rechtstraat is een straat in het centrum van de Nederlandse stad Maastricht, gelegen in het stadsdeel Wyck op de rechteroever van de Maas. De Rechtstraat is een belangrijke winkel- en uitgaansstraat, bekend vanwege de vele bijzondere winkels en restaurants, vaak gevestigd in 17e of 18e-eeuwse panden, vele met gevelsteen.

## Geschiedenis
Al vanaf de Romeinse tijd lag op de oostelijke Maasoever een nederzetting, die via de Romeinse brug verbonden was met de nederzetting op de westelijke Maasoever. Romeins Wyck strekte zich over een lengte van minstens 250 m langs de Rechtstraat uit, vanaf de latere Sint-Martinuskerk in zuidelijke richting. Bij de sloop van de oude Sint-Martinuskerk in 1853 werd de torso van een Mercuriusbeeld aangetroffen. Op de plaats van het pand Rechtstraat 52 stond een vrijstaand stenen gebouwtje van circa 6 x 4 meter, dat mogelijk als mithraeum diende.
Wyck bestond in de middeleeuwen uit twee hoofdstraten, de Rechtstraat en de Hoogbrugstraat. Deze straten vormden de verbinding tussen de laat-13e-eeuwse Sint Servaasbrug en de Duitse Poort (oorspronkelijk Hoogbruggepoort, later ook Wycker- of Akerpoort), de belangrijkste stadspoort van Wyck in de 14e-eeuwse stadsmuur. Aan de noordzijde van de straat lag de Sint-Maartenspoort. Deze werd in de 16e eeuw opgenomen in het Sint-Maartensbolwerk, waarna deze geen betekenis meer had voor het verkeer. De Rechtstraat wordt in middeleeuwse oorkonden aangeduid als platea recta (Latijn voor "rechte" of "langgerekte straat". De erven van de huizen aan de westzijde van de straat liepen door tot aan de Maaskade, de huidige Stenenwal. Tot in de 19e eeuw behielden huizen aan de Stenenwal hun adres aan de Rechtstraat.

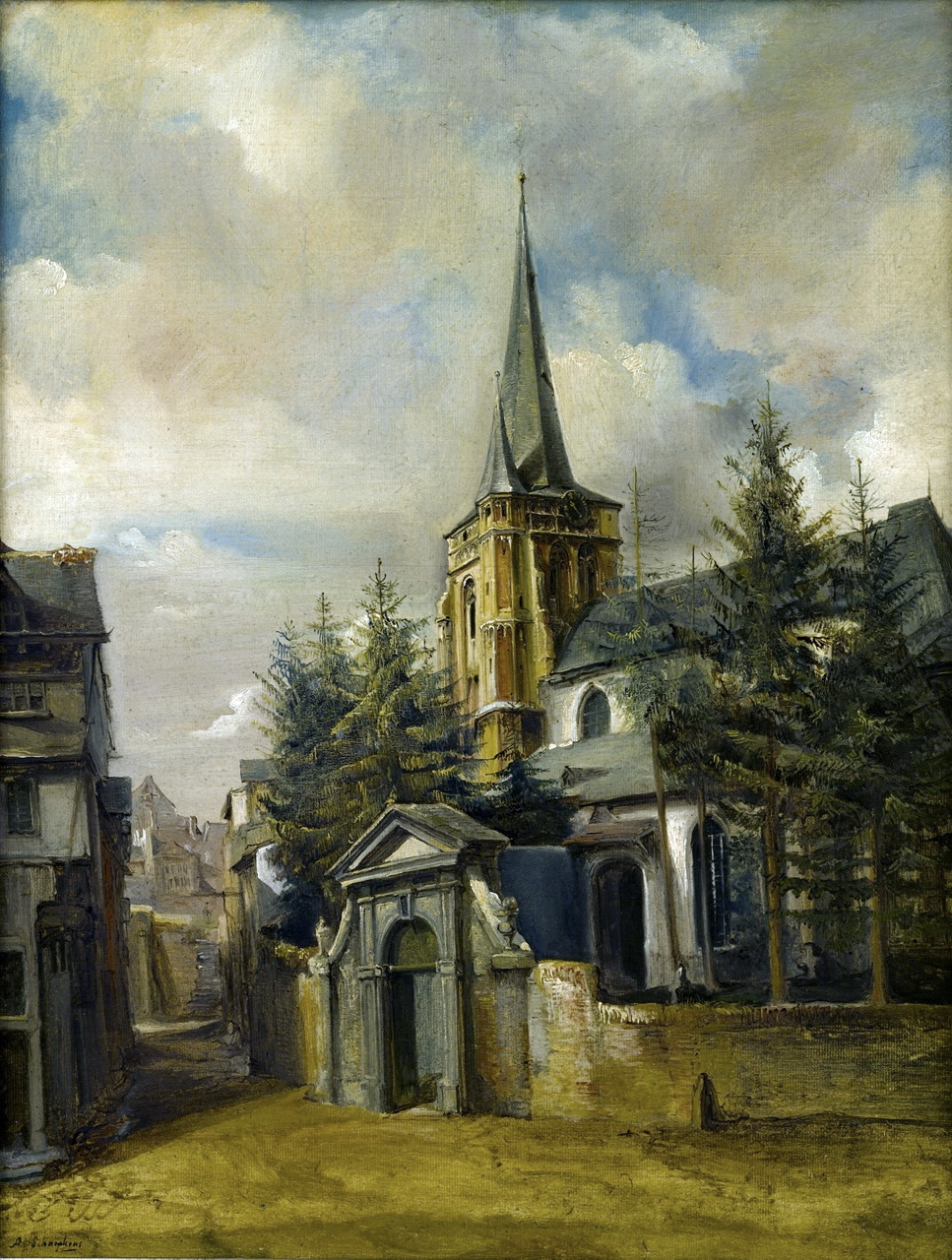
Oude Sint-Maartenskerk, A. Schaepkens, voor 1855
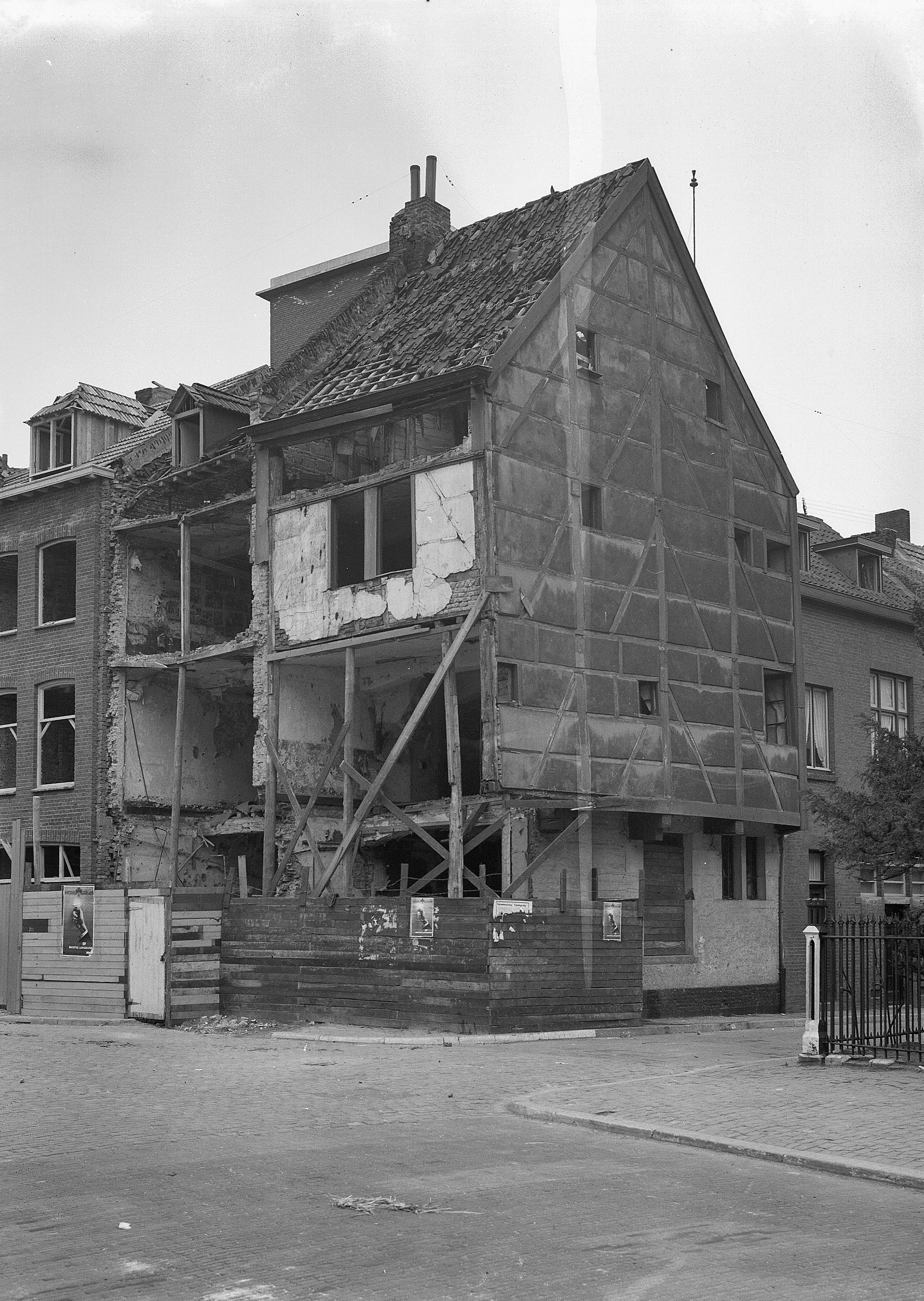
Gebombardeerd huis hoek Pastoorstraat, 1941
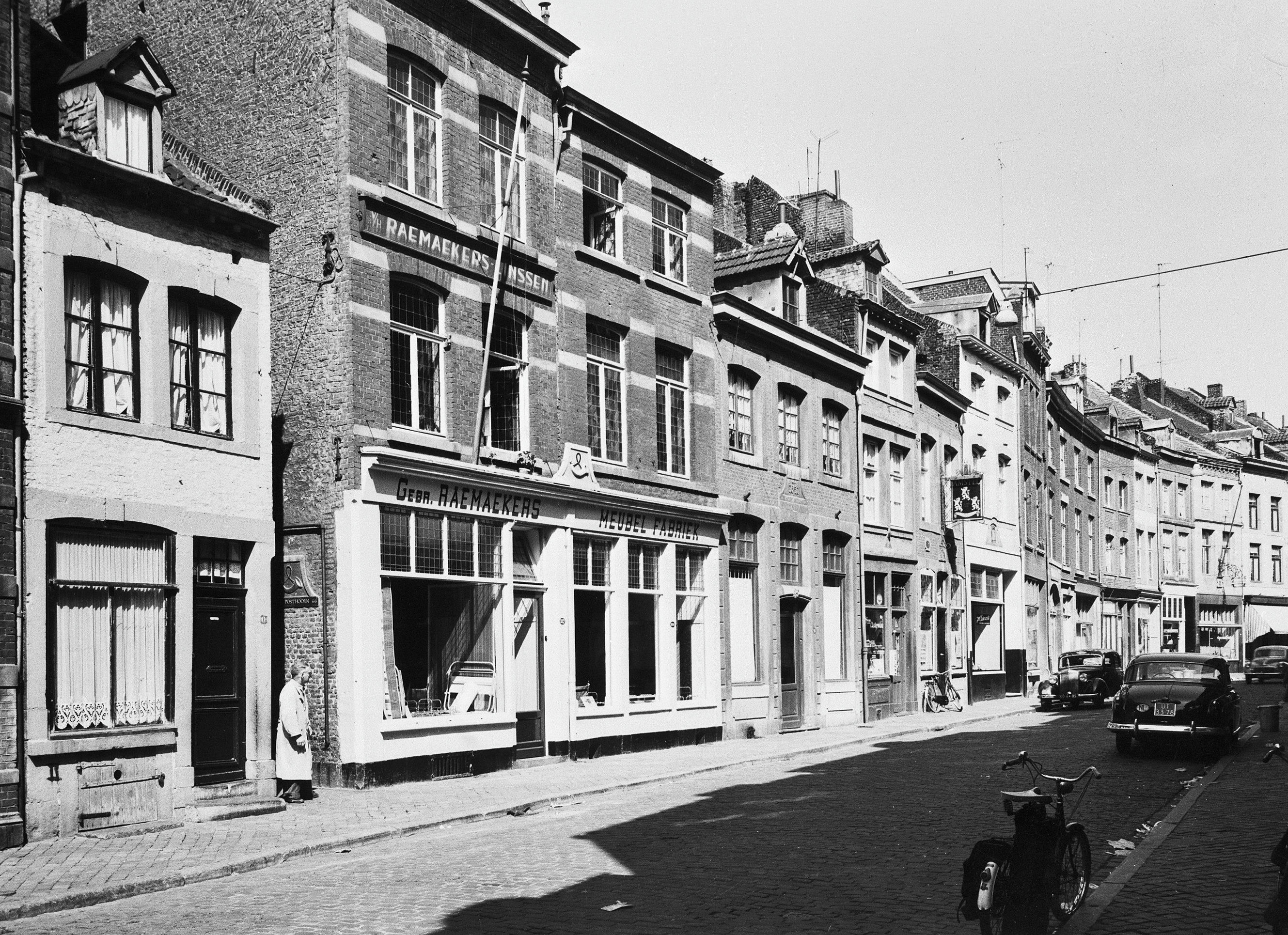
Zuidelijk straatdeel, 1957
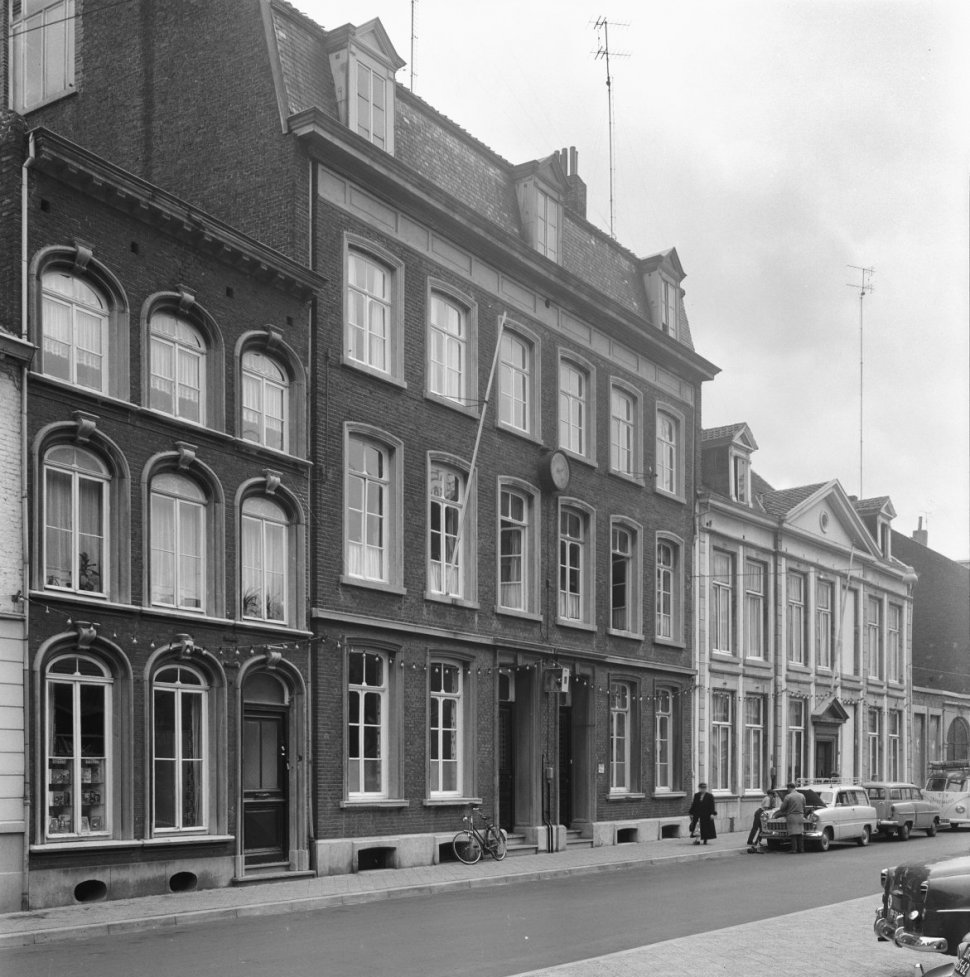
Noordelijk straatdeel, 1962

## Bezienswaardigheden
De Rechtstraat telt 80 rijksmonumenten en is daarmee de monumentrijkste straat in Maastricht. Het grootste monument is de Sint-Martinuskerk in het noordelijk deel van de straat. De neogotische kerk uit 1858 is een van de eerste bouwwerken van Pierre Cuypers, die ook het complete interieur ontwierp. Het meest in het oog springt de 70 m hoge toren (inclusief torenspits).
De meeste huizen in de straat hebben gevels uit de 17e, 18e of 19e eeuw, maar de kern is vaak ouder. Schuin tegenover de Martinuskerk ligt Rechtstraat 7 met een brede lijstgevel uit het begin van de 18e eeuw. Opvallend zijn de geblokte hoeklisenen en vensters in Naamse steen en een houten fronton centraal boven de middenrisaliet (en een tweede fronton boven de ingang). In het interieur bevindt zich een balustertrap, plafonds in Lodewijk XIV-stijl en Empire-schoorsteenmantels. Iets verderop ligt nr. 15, dat volgens het gevelopschrift uit 1580 zou dateren; volgens de Rijksdienst voor het Cultureel Erfgoed is de gevel 17e-eeuws en het bovenstuk zelfs later.

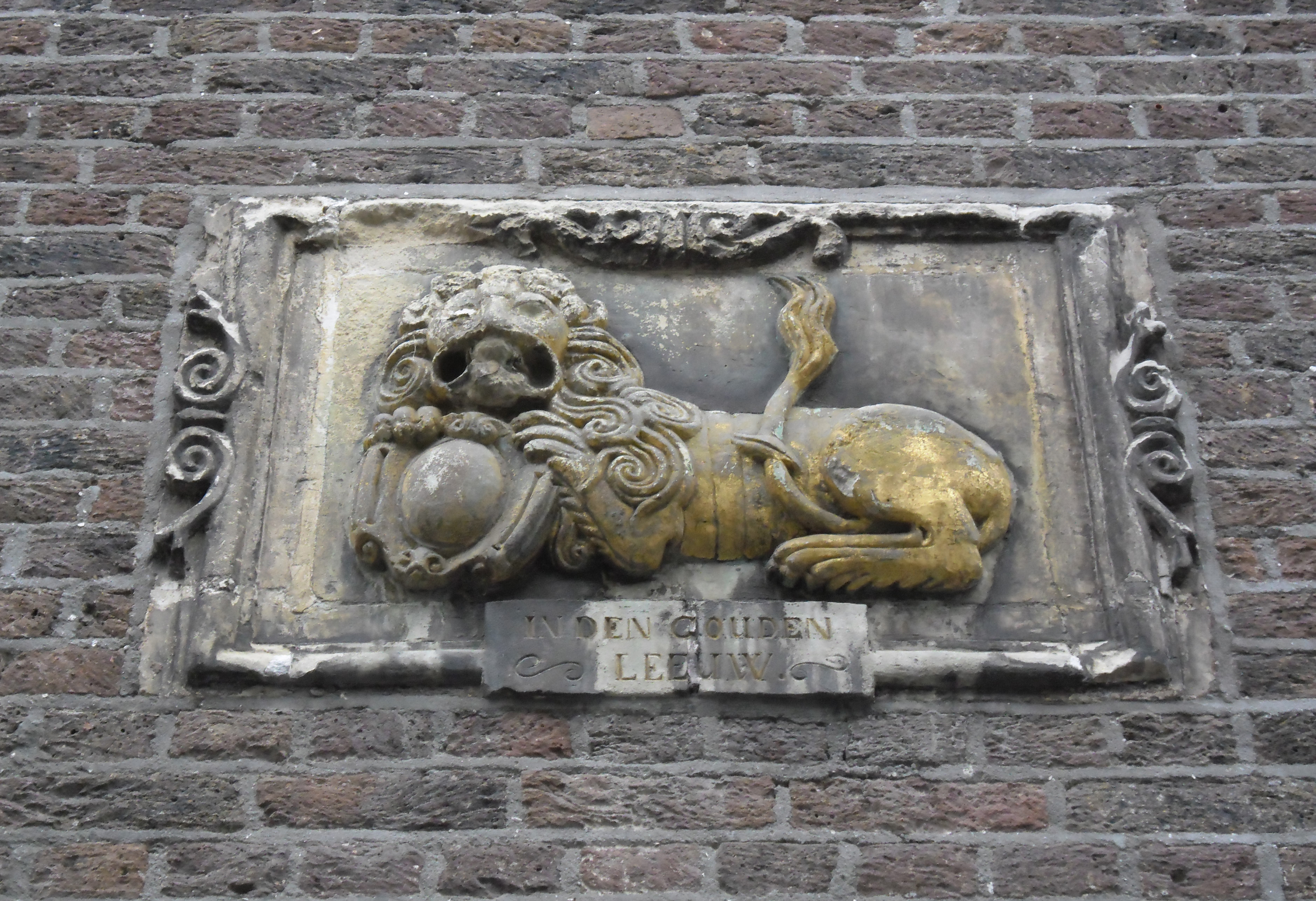
Nr. 69: In den gouden leeuw (1704)

De meeste rijksmonumenten liggen in het zuidelijk deel van de straat. Nrs. 62 en 69 dateren volgens de gevelstenen uit 1660 en 1704. Beide gevels zijn in de lokale stijl van de Maaslandse renaissance, gekenmerkt door een hoofdgestel met consoles, hoewel de winkelpui van eerstgenoemd pand modern is. Het andere pand, In den gouden leeuw genoemd, was al in de 16e eeuw een herberg met brouwerij. De traditionele combinatie van baksteen, Limburgse mergel en hardsteen is bijzonder voor een gevel, die in de vroege 18e eeuw tot stand kwam, toen de Lodewijkstijlen de mode bepaalden. Een van de fraaiste 18e-eeuwse gevels, geheel van Naamse steen opgetrokken, is nr. 54, waarvan de originele kruiskozijnen bewaard zijn gebleven. Het huis In den bock op nr. 89 dateert uit 1738. Het heeft een gepleisterde lijstgevel met pilasters; beneden en op de eerste verdieping met Toscaanse kapitelen; op de tweede verdieping met Ionische. Onder de vensters, waarvan de originele kruiskozijnen ontbreken, zijn festoenen aangebracht. De gevelsteen is verplaatst naar een pand aan de Markt. De gevel van nr. 98 (met gevelsteen In drie lelien, 1772) bezit segmentboogvensters van Naamse steen. De kalf tussen deur en bovenlicht is versierd met een cartouche in Lodewijk XV-stijl.
In de Rechtstraat zijn 19 gevelstenen te bewonderen (waarvan twee in zij- of achtergevels), meer dan in welke andere straat in Maastricht. Eén daarvan dateert uit de 17e eeuw (nr. 80), verreweg de meeste uit de 18e eeuw (nrs. 16, 35, 37, 46, 64, 69, 82, 92, 94, 96, 98 en 102) en enkele uit de 19e, 20e of 21e eeuw (nrs. 6, 11, 12, 61, 66 en 87).
Rijksmonumenten noordelijk deel

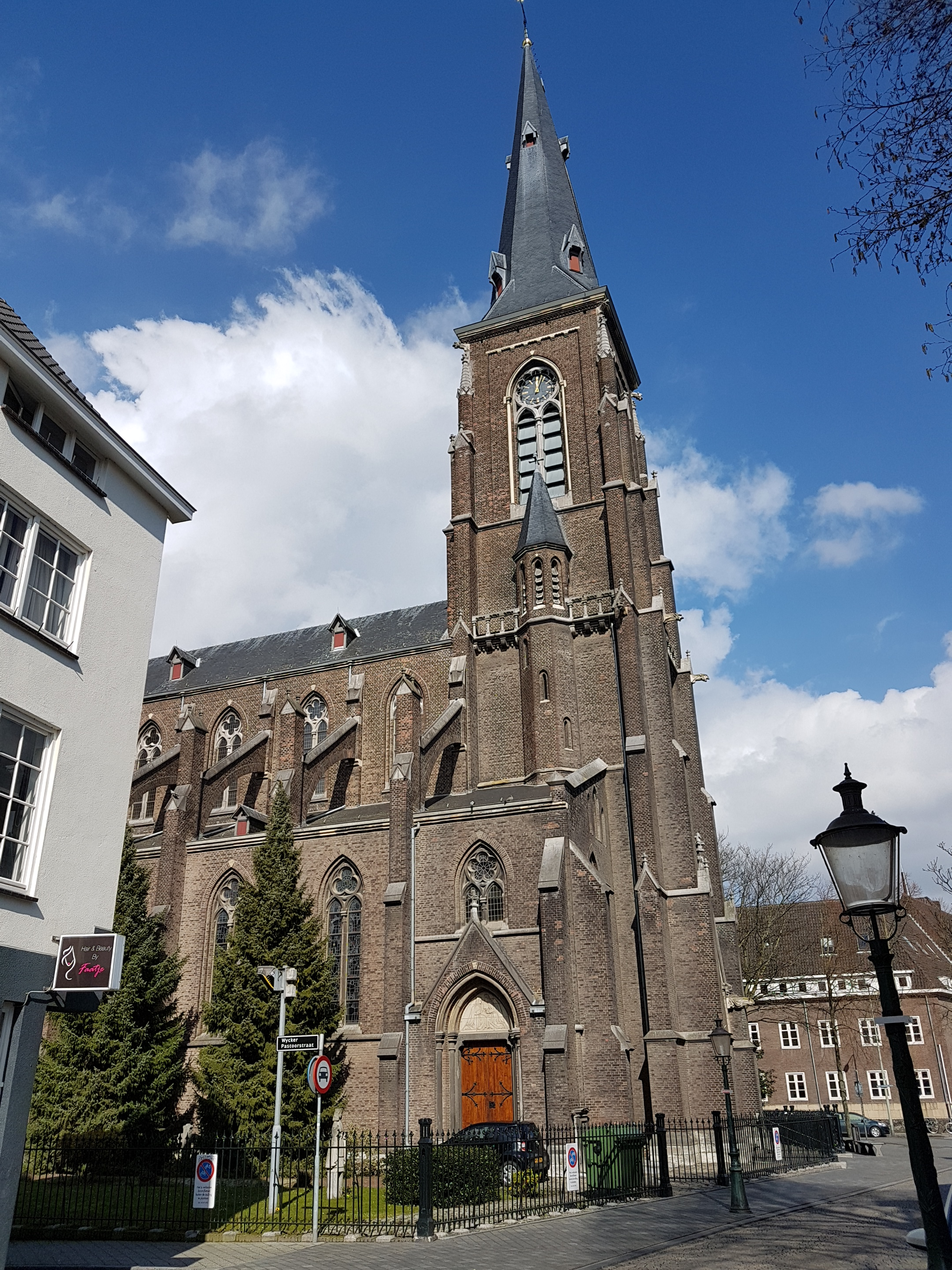
Sint-Martinuskerk
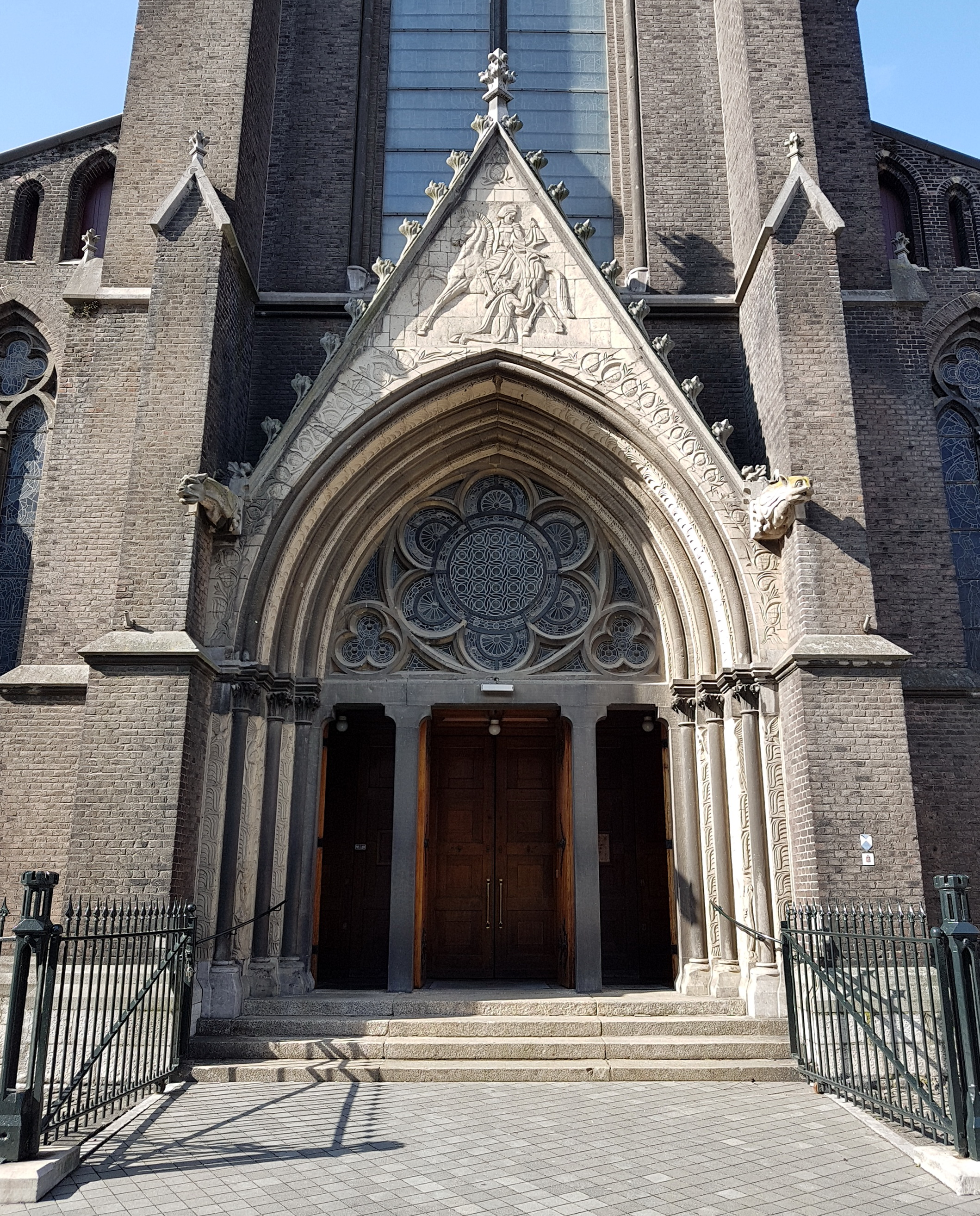
Portaal Sint-Martinuskerk
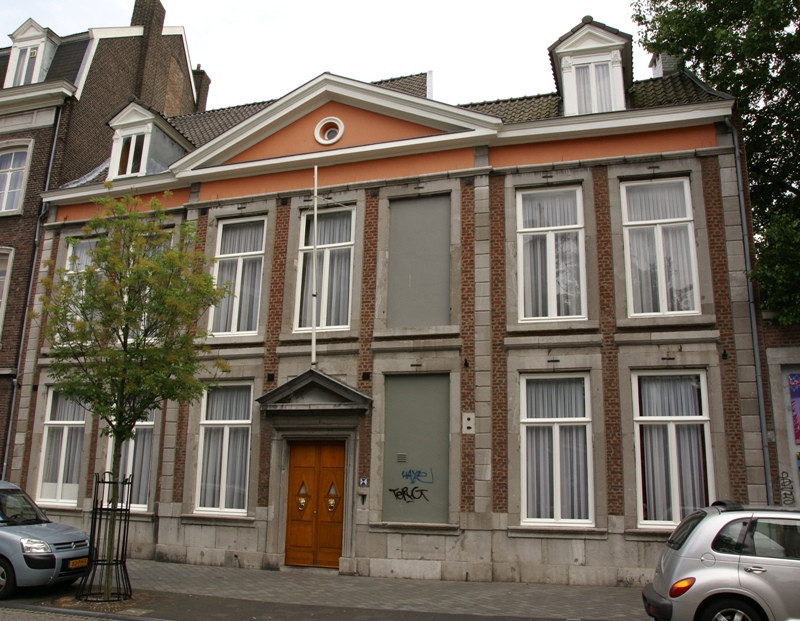
Rechtstraat 7
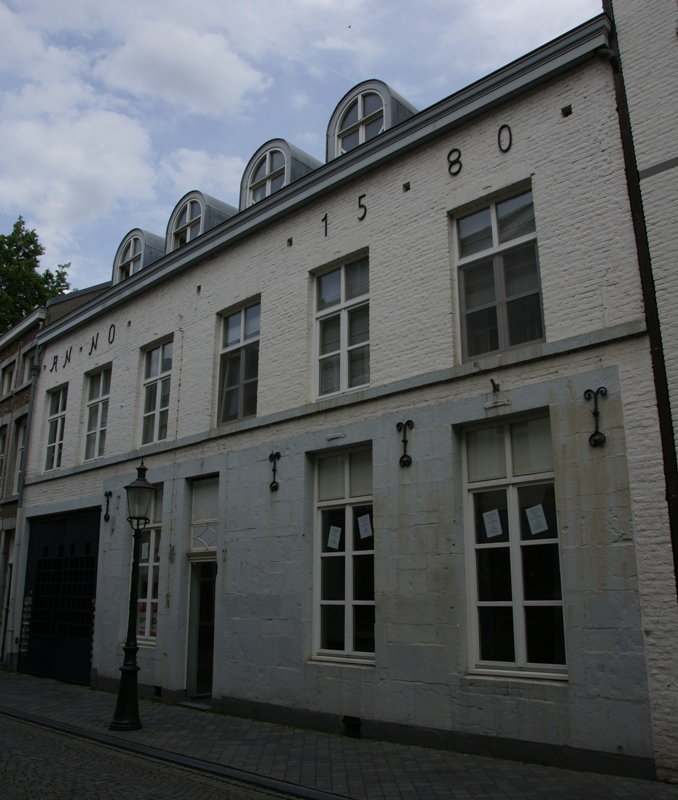
Rechtstraat 15

Rijksmonumenten zuidelijk deel

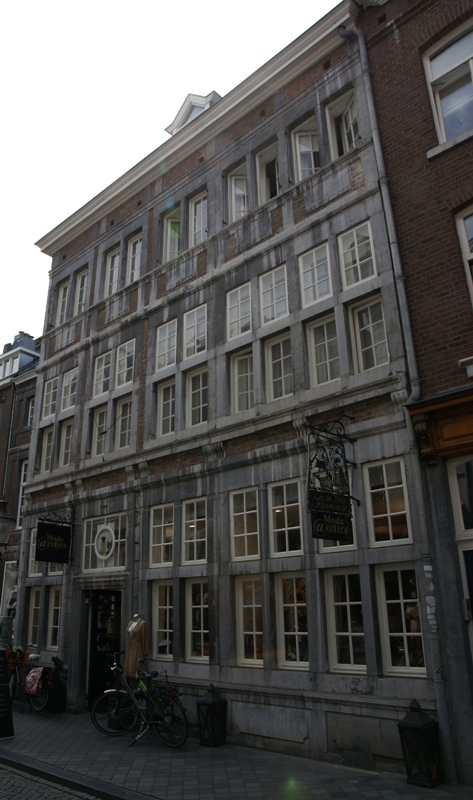
Rechtstraat 54
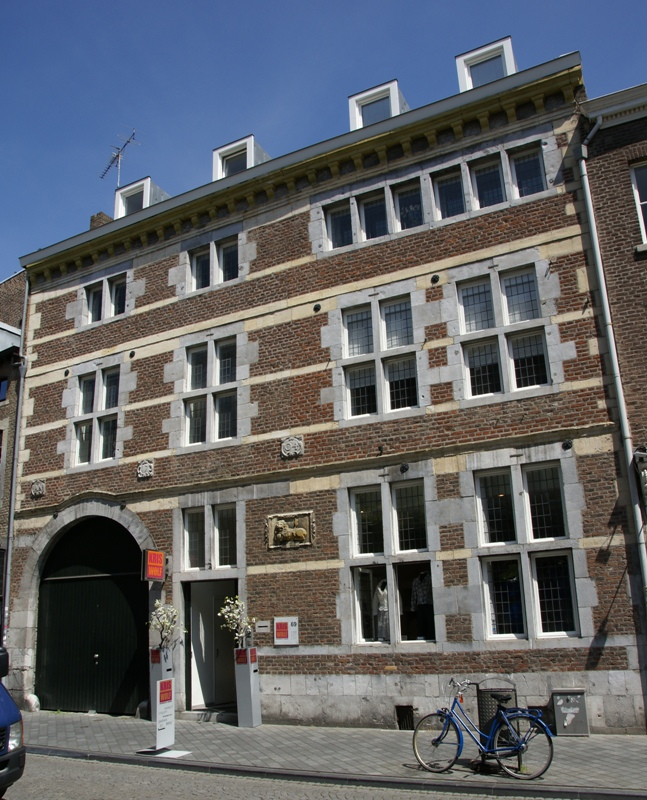
Rechtstraat 69
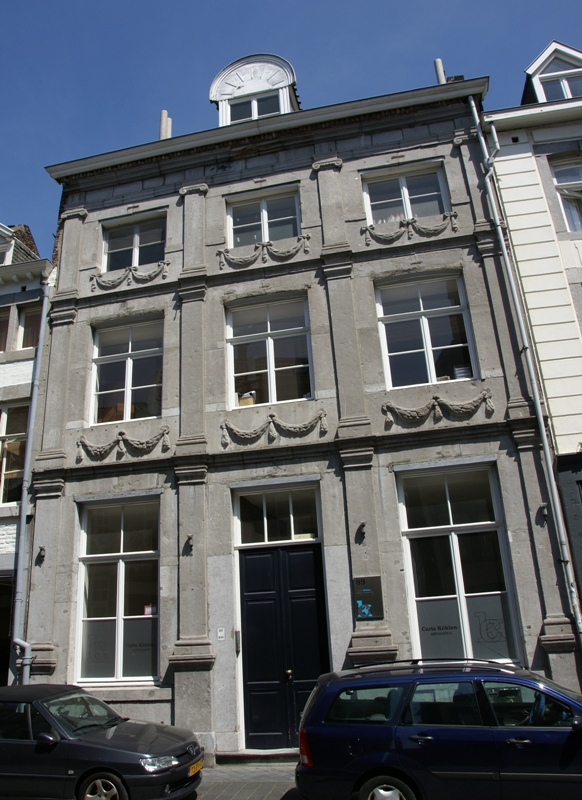
Rechtstraat 89
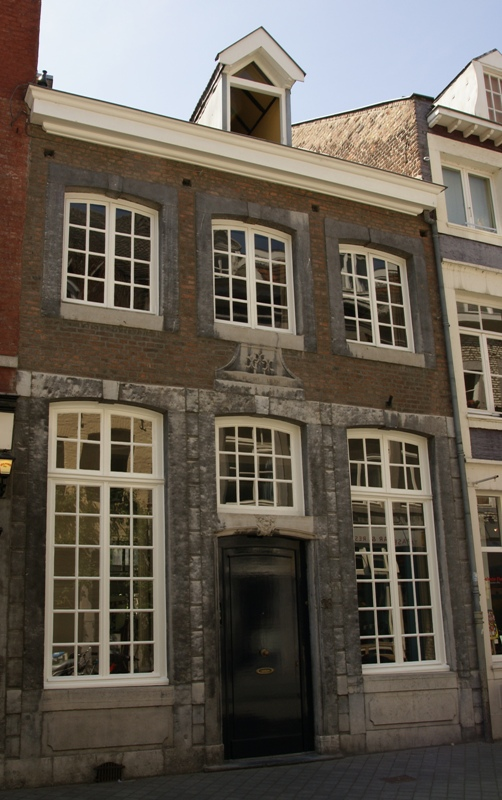
Rechtstraat 98